# Salle (Norfolk)
Salle ist eine Civil parish im Distrikt Broadland in Norfolk, England. Bei der Volkszählung 2001 hatte das 8,21 Quadratkilometer große Salle 50 Einwohner.

## St Peter and St Paul
Die Kirche St Peter and St Paul in Salle stammt aus der ersten Hälfte des 15. Jahrhunderts. Da Bau und Unterhalt von zahlreichen lokalen Herren finanziert wurde, ist die Kirche verhältnismäßig groß für den Ort ausgefallen. In der Kirche gibt es zahlreiche Brassen, zudem sind der untere Teil des Lettners ist erhalten, einige der mittelalterlichen Kirchenfenster und 26 Miserikordien (13 auf jeder Seite des Chors), obwohl St Peter and St Paul niemals ein Kollegiatstift war.
Da die Familie Boleyn zu den Unterstützern der Kirche gehörte und auch einige der Brassen ihr zuzuordnen sind, ist es naheliegend, dass das Gerücht aufkam, Anne Boleyn sei in St Peter and St Paul begraben; tatsächlich wurde sie in der Kirche  St. Peter ad Vincula in London bestattet, wo ihr Skelett 1876 bei Renovierungsarbeiten gefunden wurde.